# Laemophloeus

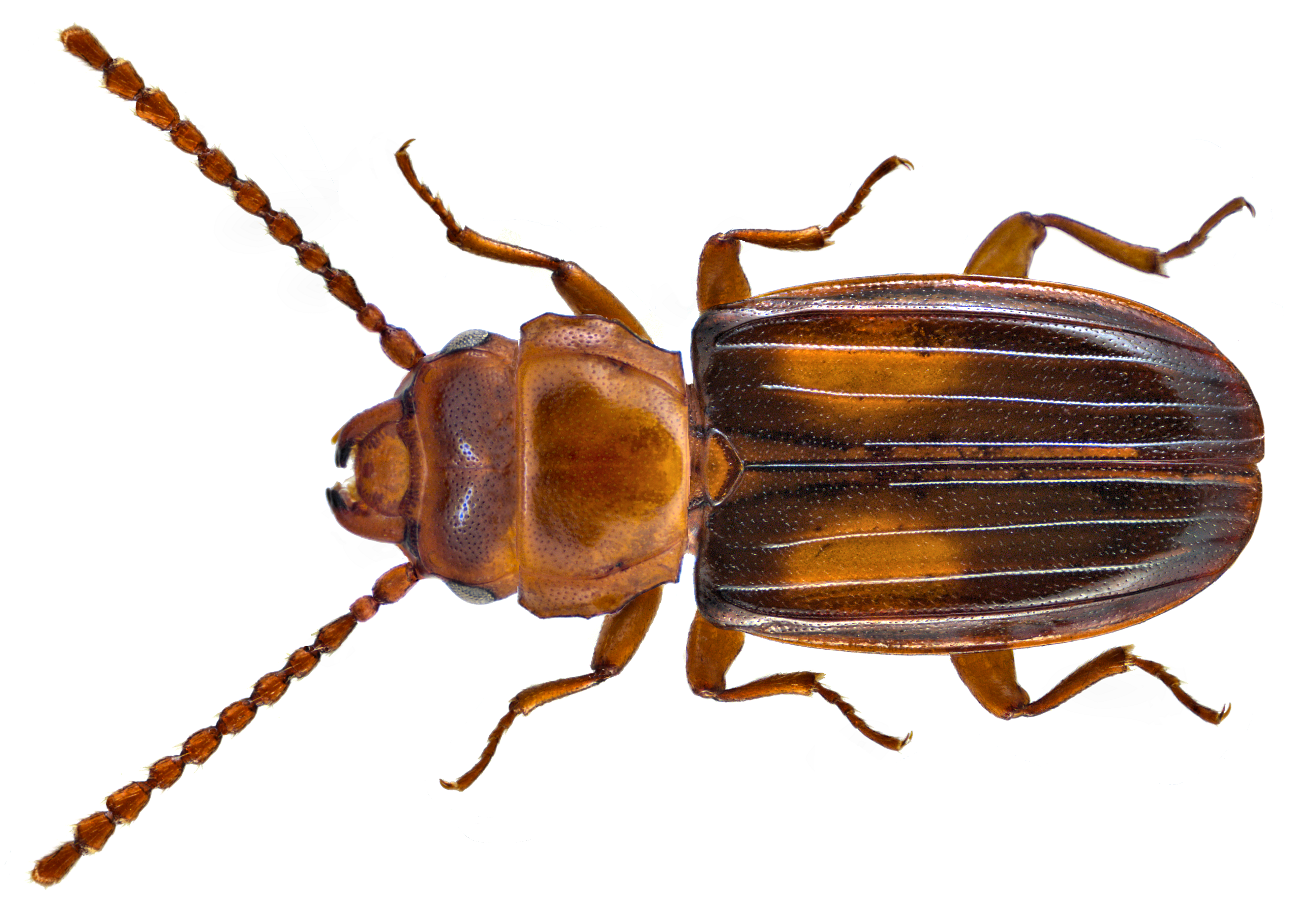
Laemophloeus monilis

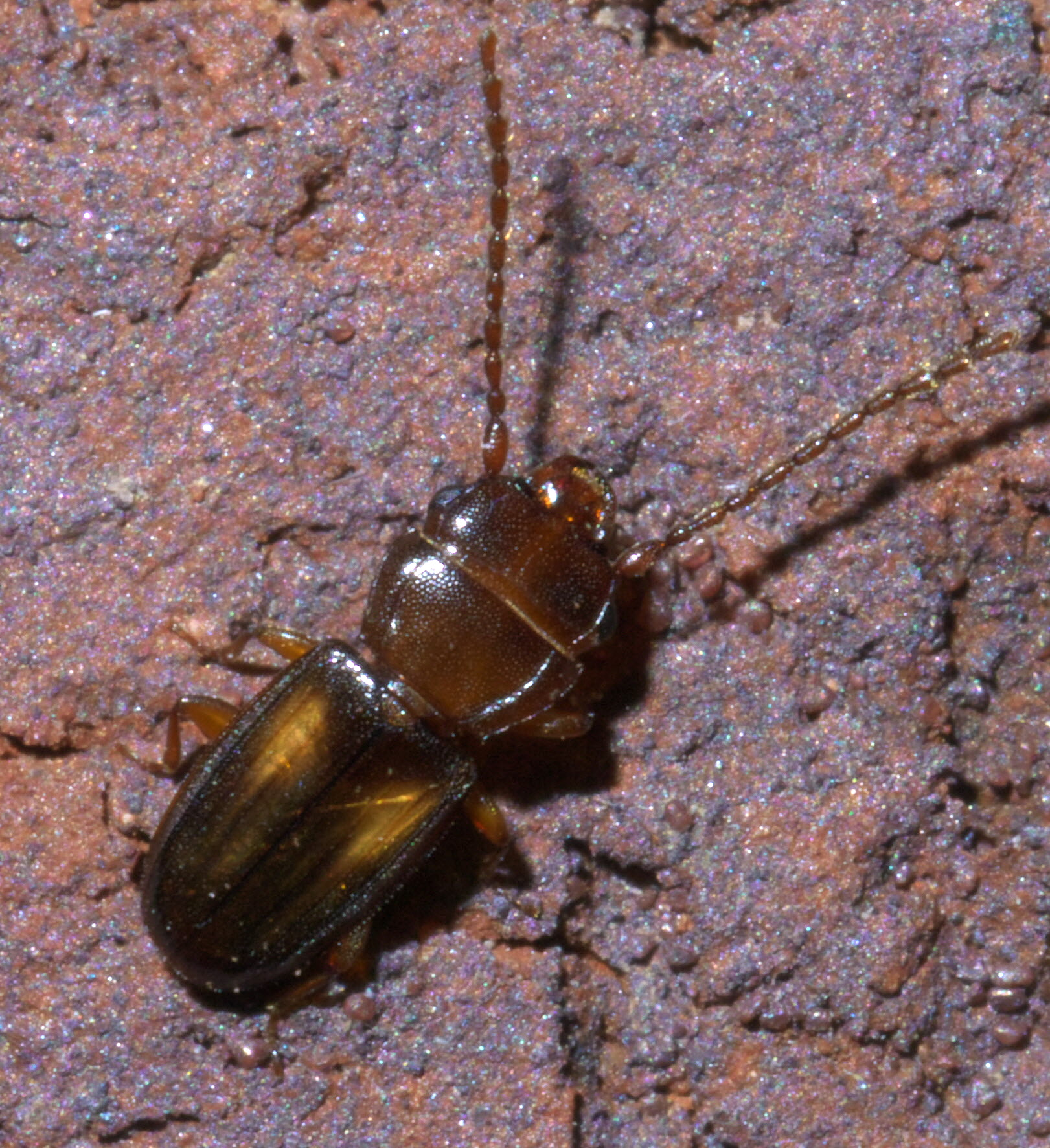
Laemophloeus fervidus

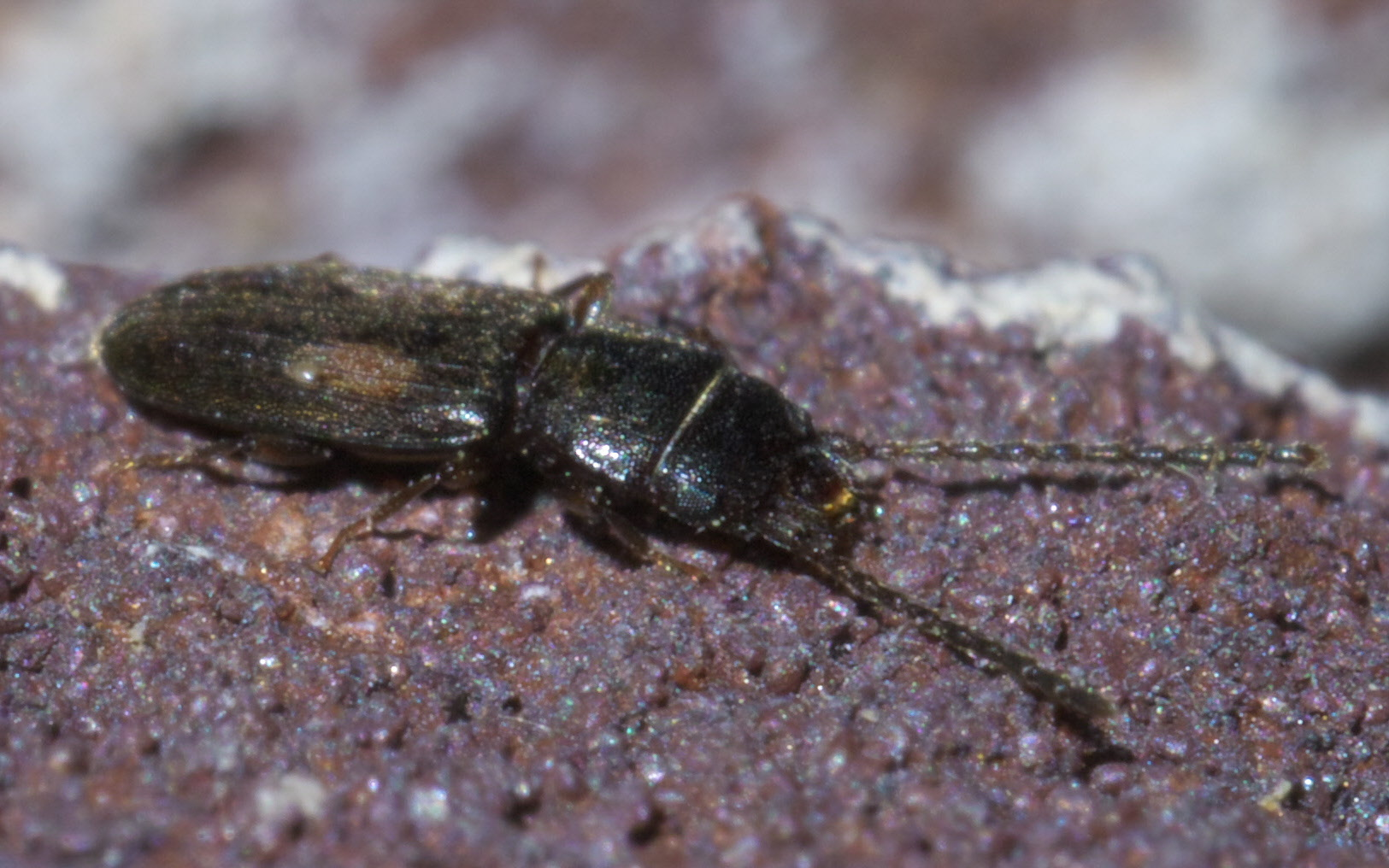
Laemophloeus biguttatus

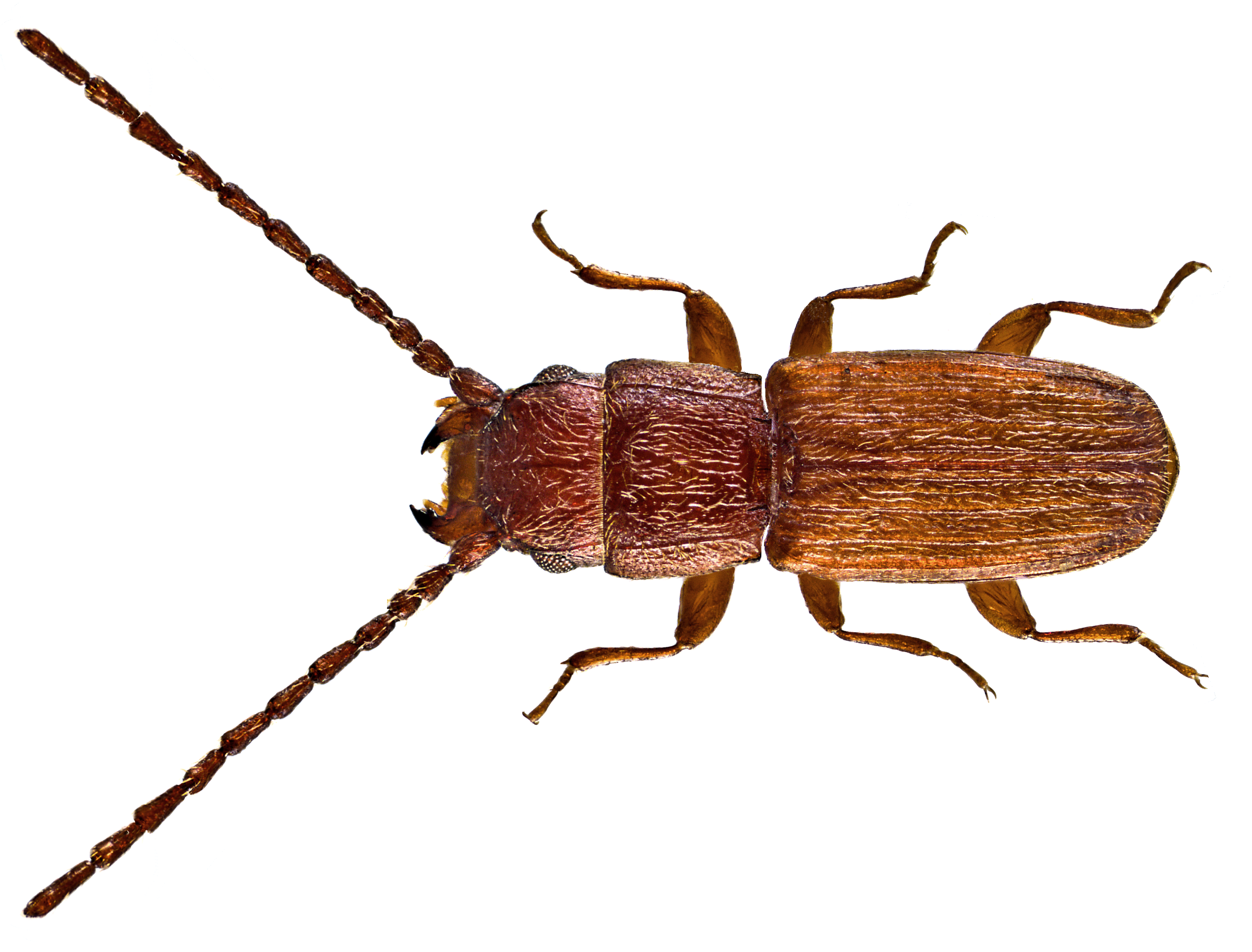
Laemophloeus pusillus

Laemophloeus – rodzaj chrząszczy z rodziny Laemophloeidae. Obejmuje 53 opisane gatunki. Zamieszkują Palearktykę i Amerykę.

## Morfologia
Ciało jest silnie spłaszczone grzbietobrzusznie. Głowa jest prognatyczna, o nadustku oddzielonym od czoła wyraźną, poprzeczną bruzdą epistomalną, u nielicznych tylko gatunków zredukowaną. Tył głowy ma zawsze wykształcone żeberka przyoczne. Przednia krawędź nadustka ma pięć wykrojeń. Wierzchołkowa krawędź wargi górnej jest płytko wykrojona. Czułki są długie lub bardzo długie, o trzonku pozbawionym sterczącego przednio-bocznie, tęgiego sensillum, a nóżce zwykle krótszej niż człon następny. Przedplecze ma boki nierównoległe, zazwyczaj powycinane zatokowo, i najczęściej prostokątny zarys. Po bokach dysku przedplecza znajdują się podłużne wgłębienia (linie sublateralne). Kąty przednie przedplecza nie są wyciągnięte w ząbek, występuje natomiast ząbek antebazalny. Pokrywy są błyszczące, po bokach zaopatrzone w żeberka. Odnóża mają stopy o członie pierwszym krótszym od przedostatniego. U samców stopy ostatniej pary są czteroczłonowe, a u samic pięcioczłonowe niczym stopy par pozostałych u obu płci. Golenie mają w kątach przednio-wierzchołkowych dwie bardzo odmienne pod względem wymiarów ostrogi, z których dłuższa ma silną krzywiznę. Odwłok ma trzeci sternit (pierwszy z widocznych) wyciągnięty ku przodowi w zaostrzony na szczycie wyrostek międzybiodrowy. Genitalia samca cechują się obecnością paramer oraz endofallusem zaopatrzonym we falagellum i przynasadowe skleryty.

## Ekologia i występowanie
Owady te bytują pod korą drzew.
Przedstawiciele rodzaju rozmieszczeni są w krainach: palearktycznej, nearktycznej i neotropikalnej, przy czym największą różnorodność gatunkową osiągają w tej ostatniej. W Stanach Zjednoczonych stwierdzono występowanie 11 gatunków. Z Europy podawane są cztery gatunki, z czego trzy notowane są w Polsce, wszystkie jako rzadko spotykane (zobacz: Laemophloeidae Polski).

## Taksonomia
Takson ten wprowadził w 1835 roku Pierre F.M.A. Dejean. Cucujus monilis gatunkiem typowy rodzaju wyznaczony został w 1959 roku przez Leonarda P. Lefkovitcha.
Rodzaj ten obejmuje 53 opisane gatunki:

- Laemophloeus amabilis Olliff, 1885
- Laemophloeus arrowi Grouvelle, 1902
- Laemophloeus biguttatus (Say, 1827)
- Laemophloeus bimaculiflavu s Lea, 1929
- Laemophloeus bistriatus Grouvelle, 1878
- Laemophloeus buenavista Thomas, 2013
- Laemophloeus capitesculptu s Thomas, 2014
- Laemophloeus concinnus Thomas, 2013
- Laemophloeus conterminus Olliff, 1885
- Laemophloeus corporeflavus  Thomas, 2014
- Laemophloeus dozieri Thomas, 2014
- Laemophloeus eucalypti Lea, 1904
- Laemophloeus fasciatus (Melsheimer, 1846)
- Laemophloeus frater Grouvelle, 1911
- Laemophloeus fuscolineatus  Lea, 1929
- Laemophloeus germaini Grouvelle, 1896
- Laemophloeus howensis Lea, 1929
- Laemophloeus inauditus Grouvelle, 1911
- Laemophloeus incisus Sharp, 1899
- Laemophloeus insignior Blackburn, 1903
- Laemophloeus insignis Grouvelle, 1883
- Laemophloeus insulatestudinorum Thomas, 2014
- Laemophloeus kraussi Ganglbauer, 1897
- Laemophloeus leachi Grouvelle, 1876
- Laemophloeus lecontei Grouvelle, 1876
- Laemophloeus lepidus Grouvelle, 1883
- Laemophloeus lindi Blackburn, 1888
- Laemophloeus macrognathus Reitter, 1876
- Laemophloeus megacephalus Grouvelle, 1876
- Laemophloeus mendax Grouvelle, 1911
- Laemophloeus molestus Grouvelle, 1911
- Laemophloeus monilis (Fabricius, 1787)
- Laemophloeus multipunctatus Grouvelle, 1902
- Laemophloeus murrayensis Blackburn, 1903
- Laemophloeus muticus (Fabricius, 1781)
- Laemophloeus nigricollis Lucas, 1849
- Laemophloeus pallidus Lea, 1904
- Laemophloeus parvulus Grouvelle, 1883
- Laemophloeus pilosus Lea, 1904
- Laemophloeus planaclavatus  Thomas, 2014
- Laemophloeus pusulae Blackburn, 1903
- Laemophloeus ramsayi Olliff, 1885
- Laemophloeus regularis Grouvelle, 1902
- Laemophloeus rigidus Olliff, 1885
- Laemophloeus sexarticulatus Kessel, 1926
- Laemophloeus souzalimai Bento, 2021
- Laemophloeus subopacus Lea, 1904
- Laemophloeus subpallidus Grouvelle, 1911
- Laemophloeus taurus Thomas, 2014
- Laemophloeus testaceorufus  Lea, 1904
- Laemophloeus tuberculatus Grouvelle, 1877
- Laemophloeus ubiquitosus Lea, 1904
- Laemophloeus victoriae Blackburn, 1903